# 스코샤뱅크 새들돔
스코샤뱅크 새들돔(영어: Scotiabank Saddledome)은 캐나다 앨버타주 캘거리에 위치한 실내 경기장이다. NHL 캘거리 플레임스의 홈경기장으로 사용되고 있다.
| NHL 올스타전 개최 경기장 |                      |                    |
| 1984년                   | 1985년 올림픽 새들돔 | 1986년             |
| 브렌던 번 아레나         | 1985년 올림픽 새들돔 | 하트포드 시빅 센터 |
|                          |                      |                    |
|                          |                      |                    |

## 같이 보기
- 애리조나 베터런스 메모리얼 콜리시엄
- 캐피털 센터